# Conus josephinae
Espèce
Statut de conservation UICN

 NT  : Quasi menacé
Conus josephinae est une espèce de mollusques gastéropodes marins de la famille des Conidae.
Comme toutes les espèces du genre Conus, ces escargots sont prédateurs et venimeux. Ils sont capables de « piquer » les humains et doivent donc être manipulés avec précaution, voire pas du tout.

## Description
La taille de la coquille varie entre 20 mm et 31 mm.

## Distribution
Cette espèce est présente dans l'océan Atlantique oriental au large du Cap-Vert. 

### Niveau de risque d’extinction de l’espèce
Selon l'analyse de l'UICN réalisée en 2011 pour la définition du niveau de risque d'extinction, cette espèce est endémique aux îles du Cap-Vert où elle se trouve le long du flanc ouest au large de l'île de Boavista, du Ponto do Rincão au nord jusqu'à Sal-Rei et continue au sud jusqu'à Morro de Areía, un littoral d'environ 26 km de long. D'autres populations se trouvent sur l'île de Maio, le long de la majeure partie de la côte nord, de Navio Quebrado à Baia do Galeão, une côte d'environ 7 km de long (M.J. Tenorio comm. pers. 2011) .Bien qu'un site sur Boavista soit vulnérable aux événements de pollution, le reste de son aire de répartition est relativement peu perturbée et les populations sont sécurisées, d'où l'évaluation de l'espèce comme quasi menacée.

## Taxonomie

### Publication originale
L'espèce Conus josephinae a été décrite pour la première fois en 1980 par le malacologiste Emilio Rolán Mosquera (1935-),.

### Synonymes
- Africonus demisgeraldoi T. Cossignani & Fiadeiro, 2018 · non accepté
- Africonus guiandradoi T. Cossignani & Fiadeiro, 2017 · non accepté (combinaison originale)
- Africonus josephinae (Rolán, 1980) · appellation alternative
- Africonus marckeppensi T. Cossignani & Fiadeiro, 2017 · non accepté
- Conus (Lautoconus) josephinae Rolán, 1980 · non accepté